# Оргэ, Ион
Ион Оргэ известный по прозвищу Клошка (рум. Ion Oargă Cloșca; 1747, Керпиниш, Молдавское княжество (ныне жудец Алба, Румыния) — 28 февраля 1785, Алба-Юлия) — один из руководителей Трансильванского крестьянского восстания 1784—1785 годов. Национальный герой Румынии.

## Биография

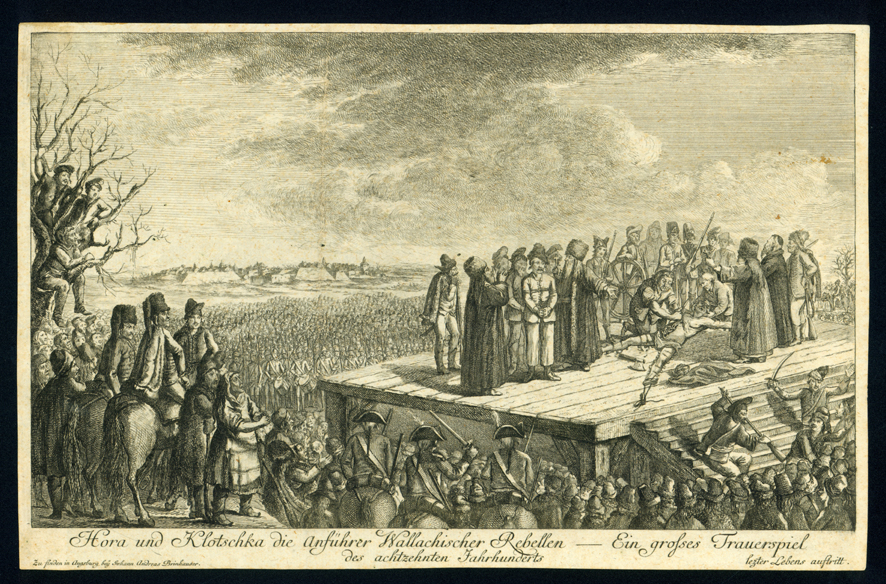
Казнь колесованием Клошки и Хории

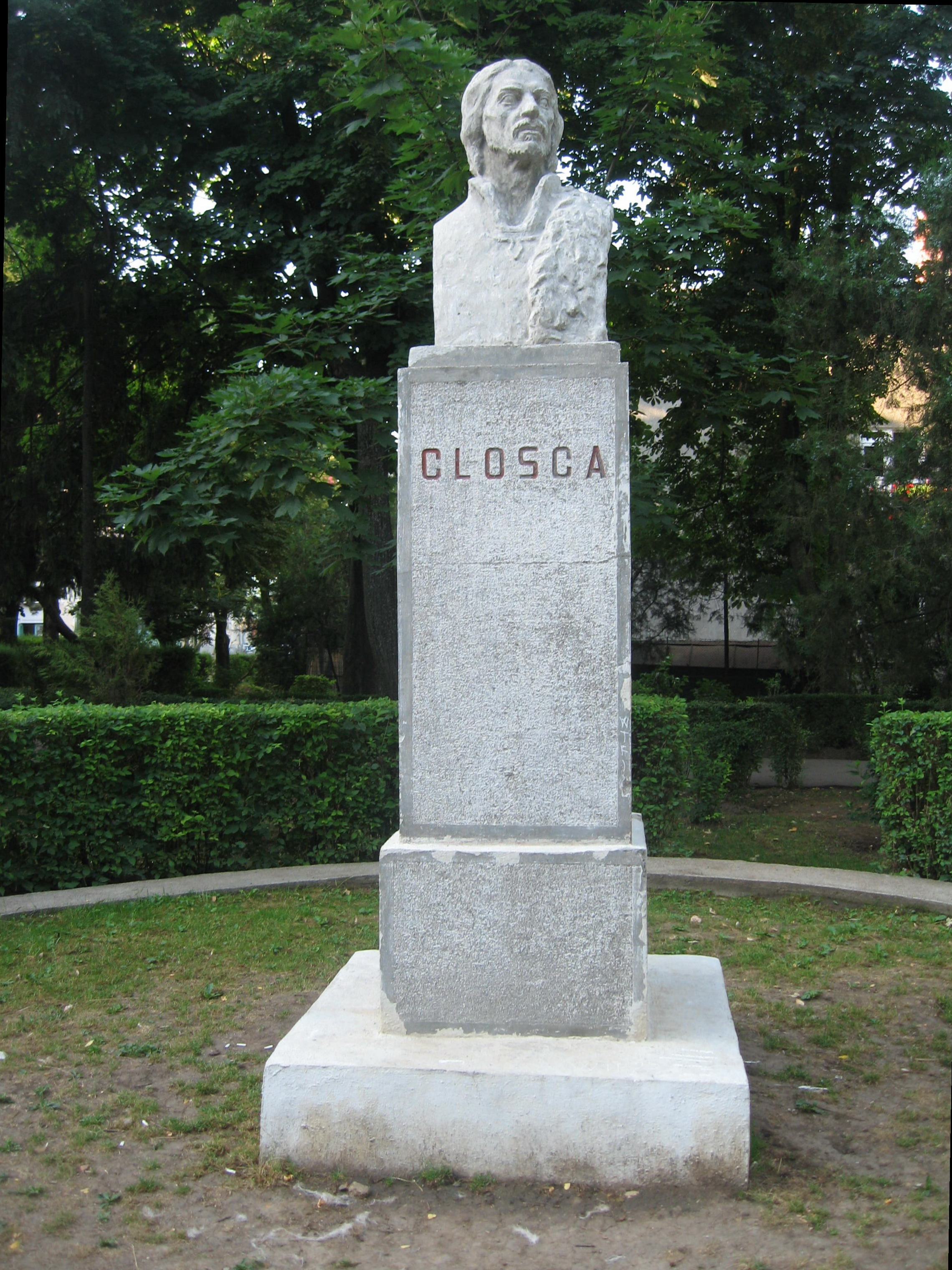
Бюст Клошке в Яссах

Государственный крепостной. Был женат, имел пятерых детей.
Накануне восстания участвовал в крестьянских депутациях к императору Священной Римской империи Иосифу II. К моменту начала восстания Клошке было 37 лет, и он уже трижды был в Вене. Был ближайшим соратником и другом Хории (настоящее имя Василе Урсу Никола) на протяжении всего восстания.
В начале движения возглавлял отряд крестьян Златны. В конце 1784 году вместе с Хорией (Василе Урсу Никола) и Кришаном (Марку Джурджу) руководил крупным вооружённым выступлением крепостных крестьян Трансильвании против властей Австрии.
В ноябре 1784 года в период временного перемирия повстанцы предъявили дворянам свои требования: ликвидировать дворянство как класс, разделить его земли и установить равное налогообложение. Их требования были проигнорированы.
12 ноября 1784 года заключил в Тибру перемирие на 8 дней с имперским генералом Шультцем. 7 декабря в битве при Михэйлени восставшие потерпели поражение, и их войска разбежались. 27 декабря Хория и Клошка попали в плен.
После поражения восстания по приговору суда был казнён колесованием в Алба-Юлии.

## Память
- Его именем названы несколько населённых пунктов в Pумынии.
- В Яссах Клошке установлен бюст .
- В Алба-Юлии установлены памятники крестьянским лидерам. Их имя носила 2-я пехотная дивизия «Хория, Клошка ши Кришан», участвовавшая в заключительных сражениях Второй мировой войны против румынских воинских соединений, отказавшихся поддержать новое правительство, объявившее войну Третьему Рейху после свержения режима Антонеску..
- Изображение Хории, Клошки и Кришану помещены на банкноту достоинством 100 румынских лей 1949 года.
- В 2020 году Палата депутатов Румынии приняла закон, согласно которому Хореи, Клошка и Кришан объявлены мучениками и национальными героями румынского народа[3].